# Robert Lewin
Pour les articles homonymes, voir Lewin.
Robert Lewin est un scénariste et un producteur de télévision américain né le 9 mai 1920 à New York (État de New York) et mort le 28 août 2004 à Santa Monica (Californie).

## Biographie
Après des études à l'université Yale, il est journaliste pour The Atlanta Journal-Constitution et Life. Il crée en 1951 une société de relations publiques,.
Son premier scénario (Le Brave et le Téméraire), écrit d'après ses souvenirs de guerre en Europe, lui vaut d'être nommé pour l'Oscar du meilleur scénario,.
Il travaille ensuite surtout pour la télévision.

## Filmographie

### scénariste (cinéma)
- 1962 : Third of a Man (également producteur et réalisateur)
- 1956 : Le Brave et le Téméraire de Lewis R. Foster

### scénariste (télévision)
- 1962-1963 : L'Homme à la carabine (2 épisodes)
- 1964 : Dr. Kildare (1 épisode)
- 1964 : Les Monstres (1 épisode)
- 1964-1965 : Rawhide (4 épisodes)
- 1965 : The Loner (1 épisode)
- 1965-1966 : Gunsmoke (3 épisodes)
- 1965-1966 : 12 O'Clock High (4 épisodes)
- 1965-1968 : Les Espions (3 épisodes)
- 1966 : Le Fugitif (1 épisode)
- 1966 : Daktari (3 épisodes)
- 1966-1967 : Mission impossible (3 épisodes)
- 1967-1969 : Judd for the Defense (4 épisodes)
- 1969 : Mannix (1 épisode)
- 1969 : Hawaï police d'État (1 épisode)
- 1969-1970 : Bracken's World (3 épisodes)
- 1971 : McMillan & Wife (2 épisodes)
- 1971 : Sur la piste du crime (1 épisode)
- 1972 : Les Rues de San Francisco (1 épisode)
- 1972-1973 : Cannon (4 épisodes)
- 1973-1974 : Kung Fu (3 épisodes)
- 1974 : Movin' On (1 épisode)
- 1975 : Médecins d'aujourd'hui (1 épisode)
- 1976 : Baretta (2 épisodes)
- 1977 : L'Homme de l'Atlantide (1 épisode)
- 1980 : Seizure: The Story of Kathy Morris
- 1984 : The Paper Chase (1 épisode)
- 1984-1985 : Call to Glory (2 épisodes)
- 1985 : A Reason to Live
- 1988 : Star Trek : La Nouvelle Génération (4 épisodes)

### producteur (télévision)
- 1969-1970 : Bracken's World (19 épisodes)
- 1970 : Dan August (1 épisode)
- 1978 : The Paper Chase (12 épisodes)
- 1980 : Dan August: Once Is Never Enough
- 1985 : A Reason to Live
- 1987-1988 : Star Trek : La Nouvelle Génération (25 épisodes)

## Nominations
- Oscars du cinéma 1957 : Nomination pour l'Oscar du meilleur scénario original (Le Brave et le Téméraire)